# 배철수의 음악캠프 (음반)
배철수의 음악캠프 (음반)는 MBC FM4U의 라디오 프로그램 《배철수의 음악캠프》의 방송 7000회를 기념하기 위해 제작된 컴필레이션 음반이다. 음반의 타이틀은 방송 제목과 같으며, 음반 회사인 소니 뮤직 엔터테인먼트, 유니버설 뮤직 그룹, 워너 뮤직 그룹이 모여 각 시대를 대표하는 명곡들을 선정하고 각각 이 곡들을 수록한 3개의 음반을 제작했다.

## 음반 구성
워너, 소니, 유니버설 세 음반사에서 선정한 히트곡들은 시대별로 나누어 더블CD로 이루어진 3장의 앨범에 수록했다. 워너뮤직은 1960~1970년대 대표곡 음반을, 소니뮤직은 1980~1990년대 대표곡 음반을, 유니버설 뮤직은 2000년대 대표곡 음반을 각각 따로 발매했다. 그래서 모든 음반에는 세 음반사의 로고가 다 있지만, 해당 음반의 발매를 담당한 음반사의 로고를 제일 앞에 배열했다.
부클릿에는 음반이 다루고 있는 해당시기의 음악에 대한 팝 칼럼니스트 임진모의 해설, 수록곡의 가사와 《배철수의 음악캠프》의 작가인 배순탁의 짤막한 곡 해설, 프로그램에 오프닝 멘트로 쓰였던 글귀 중 일부를 골라 수록했고, 공통적으로 세 앨범 부클릿 모두에는 MBC 라디오 프로그램의 맡고 있는 DJ들 중 4명 손석희, 조영남, 이문세, 양희은의 싸인, 음악캠프에 게스트로 출연했던 유키 구라모토, 신승훈, 윤상, 이외수, 허구연, 서태지 등 각계 각 층에서 활동중인 인물 34명의 싸인이 인쇄되어 있다.

## 수록곡 목록

### ABBA, QUEEN에서 Stevie Wonder, Elton John까지 (1960년대 ~ 1970년대)
- CD 1

1. Love of My Life - 퀸
2. The Winner Takes it All - 아바
3. In Dreams - 로이 오비슨
4. California Dreaming - 마마스 앤 파파스
5. A Lover's Concerto - 사라 본
6. Delilah - 톰 존스
7. My Girl - 템테이션스
8. I'll Be There - 잭슨 파이브
9. Do You Know Where You're Going To - 다이애나 로스
10. I Left My Heart in San Francisco - 토니 베넷
11. Kiss and Say Goodbye - 맨해튼스
12. Ain't No Mountain High Enough - 마빈 게이
13. After the Love has Gone - 어스 윈드 앤드 파이어
14. Respect - 어리사 프랭클린
15. Mr. Tambourine Man - 버즈
16. The Saddest Thing - 멜라니 사프카
17. Black Magic Woman - 산타나
18. Don't Let Me Be Misunderstood - 애니멀스
19. Ready for Love - 배드 컴퍼니
20. Cause We've Ended as Lovers - 제프 벡

- CD 2

1. Sea of Heartbreak - 포코
2. Yester-me, Yester-you, Yesterday - 스티비 원더
3. Take Me Home Country Roads - 존 덴버
4. Your Song - 엘튼 존
5. Vincent - 돈 맥클린
6. We're all Alone - 보즈 스캑스
7. Dust In The Wind - 캔자스
8. Pale Blue Eyes - 벨벳 언더그라운드
9. Antonio's Song - 마이클 프랭스
10. Water Is Wide - 칼라 보노프
11. If - 브레드
12. All By Myself - 에릭 카르멘
13. Holdin' On To Yesterday - 암브로시아
14. Listen To The Music - 두비 브라더스
15. More Than A Feeling - 보스턴
16. I'm Eighteen - 앨리스 쿠퍼
17. I Hope That I Don't Fall In Love With You - 톰 웨이츠
18. Elegy - 제스로 툴

### Duran Duran, Chicago에서 George Michael, Oasis까지 (1980년대 ~ 1990년대)
- CD 1

1. Hungry Like the Wolf - 듀란 듀란
2. Take on Me - A-ha
3. Where Did Your Heart Go - Wham!
4. You're The Inspiration - 시카고
5. Kissing A Fool - 조지 마이클
6. Lady in Red - 크리스 드 버그
7. Nothing Compares 2 U - 시네이드 오코너
8. Up Where We Belong - 조 카커, 제니퍼 원스
9. How Am I Supposed to Live Without You - 마이클 볼튼
10. I Want To Know What Love is - 포리너
11. Always Somewhere - 스콜피언스
12. Africa - 토토
13. Everybody Wants To Rule The World - 티어스 포 피어스
14. Luka - 수잔 베가
15. Kokomo - 비치 보이스
16. Don't Worry, Be Happy - 바비 맥퍼린
17. The Tide is High - 블론디
18. Time After Time - 신디 로퍼

- CD 2

1. Don't Look Back In Anger - 오아시스
2. Why Does It Always Rain On Me - 트래비스
3. Black Hole Sun - 사운드가든
4. One Headlight - 월플라워스
5. Tubthumping - 춤바왐바
6. Virtual Insanity - 자미로콰이
7. Can't Help Falling In Love - UB40
8. Lovefool - 카디건스
9. Dreams - 크랜베리스
10. More Than Words - 익스트림
11. It Must Have Been Love - 록시트
12. Kiss From A Rose - 실
13. 2 Become 1 - 스파이스 걸스
14. My Love Is Your Love - 휘트니 휴스턴
15. You're Still The One - 샤니아 트웨인
16. Angel - 사라 맥라클란
17. Hallelujah - 제프 버클리

### Britney Spears, Christina Aguilera에서 The Black Eyed Peas, Maroon 5까지 (2000년대)
- CD 1

1. Oops! I Did It Again - 브리트니 스피어스
2. Come On Over Baby (All I Want Is You) - 크리스티나 아길레라
3. My Love - 웨스트라이프
4. Dilemma - 넬리
5. U Remind Me - 어셔
6. Falling - 앨리샤 키스
7. Family Affair - 메리 제이 블라이즈
8. In Da Club - 50 센트
9. Hey Ya - 아웃캐스트
10. This Love - 마룬 5
11. Sk8er Boi - 에이브릴 라빈
12. Heavy - 컬렉티브 솔
13. Wherever You Will Go - 더 콜링
14. Get The Party Started - 핑크
15. Whenever, Wherever - 샤키라
16. Stuck - 스테이시 오리코
17. No Such Thing - 존 메이어
18. Fill Me In - 크레이그 데이비드
19. Come Away With Me - 노라 존스

- CD 2

1. Let's Get Retarded - 블랙 아이드 피스
2. Through The Wire - 카니예 웨스트
3. So Sick - 니요
4. P.D.A. (We Just Don't Care) - 존 레전드
5. Geek In The Pink - 제이슨 므라즈
6. Grace Kelly - 미카
7. Mercy - 더피
8. You Know I'm No Good - 에이미 와인하우스
9. You Give Me Something - 제임스 모리슨
10. Because Of You - 켈리 클락슨
11. Put Your Records On - 코린 베일리 래이
12. Everybody's Changing - 킨
13. Chasing Cars - 스노 패트롤
14. Mr. Brightside - 더 킬러스
15. Apologize - 원리퍼블릭
16. Don't Cha - 푸시캣 돌스
17. Umbrella - 리한나
18. Just Dance - 레이디 가가

## 기사 인용
1. ↑  MBC (2009년 6월 3일). “<배철수의 음악캠프> 7천회 기념 음반 출시”. MBC.
2. ↑  스포츠경향 (2009년 5월 27일). “3대 메이저 음반 유통사, ‘배철수의 음악캠프’ 기념 앨범 일제히 발매!”. 스포츠경향.